# Hospital de Santa Luzia
O Hospital de Santa Luzia, anteriormente denominado Hospital Distrital de Viana do Castelo, é um hospital público do Serviço Nacional de Saúde situado na cidade de Viana do Castelo, em Portugal. Integra a Unidade Local de Saúde do Alto Minho. O projeto de arquitetura é da autoria de Raul Chorão Ramalho. A construção teve início em 1976 e foi inaugurado em 1984.